# Xafir
Xafir és un consell regional del districte del Sud d'Israel. El consell fou fundat als anys cinquanta i el nom prové de la Bíblia (Miquees 1,11).
El municipi de Xafir agrupa diferents nuclis de població:
- Quibuts: En Zurim (עין צורים).
- Moixav xitufí: Massuot Yitshaq (משואות יצחק).
- Moixav: Etan (איתן), Noam (נועם), Qomemiyyut (קוממיות), Revaha (רווחה), Xafir (שפיר), Xalvà (שלווה), Uzà (עוזה), Zavdiel (זבדיאל) i Zerahya (זרחיה).
- Centre rural: Merkaz Xappira (מרכז שפירא).
- Assentament rural: Alumma (אלומה) i Even Xemuel (אבן שמואל).